# 皮里圖港

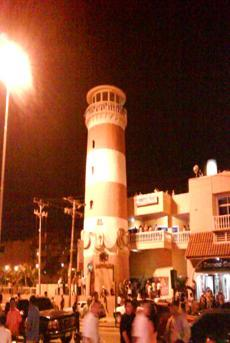

皮里圖港是委內瑞拉的城市，由安索阿特吉州負責管轄，位於該國北部，距離首府巴塞羅那46公里，始建於1513年，海拔高度8米，每年平均降雨量622毫米，2001年人口約11,000。